# 小猫蛛
小猫蛛（学名：Oxyopes parvus）为猫蛛科猫蛛属的动物。分布于朝鲜以及中国大陆的山西、四川、湖北、湖南、广东等地，常见于丘陵旱作农田以及落水稻田。该物种的模式产地在朝鲜。
其种加词“Parvus”意为“小的”。